# Duane Solomon

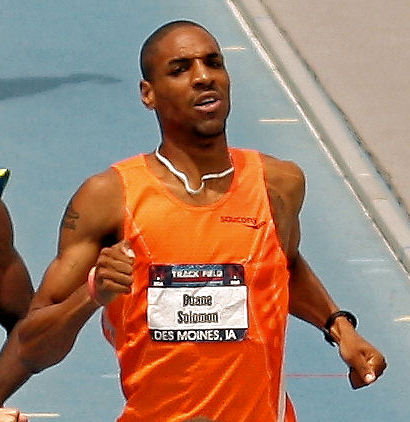
Duane Solomon bei den US-Meisterschaften 2010

Duane Solomon (* 28. Dezember 1984) ist ein US-amerikanischer Mittelstreckenläufer, der sich auf die 800-Meter-Distanz spezialisiert hat.
2007 schied er bei den Weltmeisterschaften in Ōsaka im Vorlauf aus, und 2010 erreichte er bei den Hallenweltmeisterschaften in Doha das Halbfinale.
Bei den Olympischen Spielen 2012 in London wurde er Vierter und bei den Weltmeisterschaften 2013 in Moskau Sechster. und beim Continentalcup 2014 in Marrakesch jeweils Sechster.
Am 9. Februar 2014 stellte er in Boston zusammen mit Richard Jones, Karl Paranya und Erik Sowinski mit 7:13,11 min den aktuellen Hallenweltrekord in der 4-mal-800-Meter-Staffel auf. Beim Continentalcup in Marrakesch wurde er Sechster.
Bei den IAAF World Relays 2015 in Nassau siegte er mit der US-amerikanischen 4-mal-800-Meter-Stafette.
2013 wurde er US-Meister und 2011 sowie 2012 US-Hallenmeister.

## Persönliche Bestzeiten
- 400 m: 45,98 s, 5. Mai 2012, Los Angeles
- 800 m: 1:42,82 min, 9. August 2012, London
  - Halle: 2:17,84 min, 3. Juli 2010, Eugene
- 1000 m: 1:48,03 min, 27. Februar 2011, Albuquerque